# Жива маріонетка
«Жива маріонетка» (яп. 生ける人形, ікеру нінгьо; англ. A Living Puppet) — японська німа чорно-біла комедія режисера Тому Утіда, що вийшла на екрани в 1929 році. Екранізація однойменної повісті Тіппей Катаокі, опублікованої в газеті. Фільм вважається втраченим. Кінострічка номінувалася на кінопремію «Кінема Дзюмпо», однак за результатами голосування зайняла 4 місце в десятці номінантів.

## Сюжет
Головний герой Дайсуке Секі приїжджає з провінції в Токіо. Він настільки сповнений честолюбних задумів, що, здавалося, готовий укласти договір з самим сатаною, аби домогтися грошей і положення. За рекомендацією однокашника Аокі, що став депутатом парламенту, Секі отримує роботу в одному рекламному бюро і незабаром, скориставшись потрапившою до нього в руки інформацією, звалює Аокі і має намір прибрати до рук один банк. Створюється враження, що він як риба у воді почувається за лаштунками політичних і фінансових кіл. Але в той самий момент, коли Секі вирішив, що він досяг бажаної вершини, його зраджує начальник рекламного бюро, і Секі відразу ж виявляється поваленим. Колосальна машина сучасного на той момент японського товариства не настільки проста, щоб нею міг керувати провінційний юнак, подібний Секі. Секі, який вважав себе генієм кар'єри, є всього лише сучасним роботом. Він думав, що смикає маріонеток за ниточки, в дійсності ж смикають за ниточки його.

## В ролях
- Ісаму Косугі — Дайсуке Секі
- Такако Іріе — Хіроко Кумікава
- Ютака Мімасу — Сігемото, бос
- Наміко Цукідзі — Ріеко
- Ейдзі Такагі — Аохара

## Прем'єри
- — національна прем'єра фільму відбулася 19 квітня 1929 року в Токіо[2].

## Нагороди та номінації
- Премія журналу «Кінема Дзюмпо» (1930)
- Номінація на премію за кращий фільм 1929 року, однак за результатами голосування зайняв лише 4-те місце.